# Doom 3
Doom 3 är det tredje spelet i Doomserien från id Software. Det släpptes till Microsoft Windows och Mac OS av Activision i augusti 2004. Macintosh- och Xbox-versionerna utgavs under våren 2005. 
Det är en förstapersonsskjutare med mörka, klaustrofobiska miljöer och klart övernaturliga inslag.
Namnet till trots är Doom 3 inte en efterföljare eller fortsättning på de tidigare Doom-spelen, istället är det en nytappning av det första spelet fast med helt ny spelmotor och teknik.
En expansion till spelet släpptes i april 2005 med namnet Resurrection of Evil.
Spelmotorn släpptes som fri programvara i november 2011, under GPL.

## Handling
Doom 3 utspelar sig i en stor forskningsbas på Mars år 2145. Strax efter att spelaren anländer, öppnas en portal till helvetet, och basen invaderas av demoner. Spelaren kämpar sig därefter igenom komplexet (i stort sett på egen hand) med målet att hindra dessa monster från att ta sig till jorden och utplåna mänskligheten.

## Musik
Musiken och ljudeffekterna började göras av Trent Reznor (som gjorde dito till Quake), från Nine Inch Nails, men han hoppade av projektet innan det blev färdigt. Musiken i den färdiga produkten är istället gjord av Chris Vrenna (också från Nine Inch Nails).